# NHKのアナウンサー一覧
NHKのアナウンサー一覧（NHKのアナウンサーいちらん）では、日本放送協会（NHK）に所属するアナウンサーの一覧を示すとともに、単独記事にならないアナウンサーについても詳細に説明する。

## 概要
NHKには全国の放送局に約500名のアナウンサーが所属しており、アナウンス業務のほか、番組の取材や企画・番組制作なども行う。
入局したアナウンサーは、先ず東京でNHK財団に送られ、放送研修センターで初任者研修を受け、終了後に各地の放送局へ配属される。
令和改革以前は一般局への配置が基本で、一部例外として拠点局に配属されるケースもあったが、令和改革により採用形態が職種に関係無く「全国勤務採用」と「地域勤務採用」とに分別されたため、「全国」の場合は東京・首都圏局以外の拠点局に、「地域」の場合は希望勤務地若しくはその近隣局へと、それぞれ配属される形式に変わった。このやり方は合理化の都合もあり2024年採用から従来の形式に戻された一方で、地域勤務採用の比率を高めるなどの工夫をしている。その後、1年から5年経過すると最初の転勤を経験することになる。
各放送局に配属されるアナウンサーのほか、東京本部内のメディア総局ラジオセンターや同国際放送局所属、外郭団体であるNHK財団（放送研修センター・ことばコミュニケーションセンター）及びNHKグローバルメディアサービス（G-Media）に出向しているアナウンサーもいる。
ラジオセンター所属者は原則ラジオのみの担当であり、テレビでは一部の者がナレーションに関わっているのみ。
NHK財団出向者は本来の業務であるアナウンス・話し方の指導・研修業務のほか、東京本部（メディア総局アナウンス室）配属に準じて全国放送の番組を担当する。
またG-Media出向者は同社が制作（または制作協力）するスポーツ中継の実況を中心に担当する。
定年を迎えたアナウンサーの中には（定年時に東京アナウンス室にいた者が多いが）、シニアスタッフ（嘱託）として、アナウンス講座の講師（NHK財団）や東京本部の業務補完（主にラジオニュース、ラジオ深夜便のアンカー）などに従事している者もおり、60代や70代の元アナウンサーが活躍している。
東京以外の場合、地域事情やNHKの経営改革などにより配属人数は常に変動していて、2023年に「部制」から「センター制」へ移行が完了して以降は、概ね以下のようになっている。なお、北海道は「1道1ブロック」という特殊環境のため独自の改革が行われ、室蘭・北見・釧路各局は「編成」「アナウンス」「受信料営業」の各業務がそれぞれ札幌・旭川・帯広に統合移管したことから、正職員アナウンサーが配属されていない。
- 大阪　30人…大規模災害等で東京本部からの放送が出来なくなった場合のバックアップセンターと位置付けられているため、多めに配属されている
- その他の拠点局　管理職を含めて10 - 20人
- 関東・近畿の一般局並びに函館・旭川・帯広・津・岐阜及び北九州　2 - 4人程度（例外がある）
- その他の一般局　6人前後

NHKアナウンサーの転勤（異動）は全国規模で異動が行われる。令和改革以前は管理職は6月、一般職は7月終わりから8月初めに行われ（一般職はスポーツの実況のアナウンサーが異動の場合、オリンピックの時期は、9月初めになる場合あり。）ていたが、令和改革後は以下の場合であっても民間企業と同様に原則毎年の四半期の始まり（4・7・10月は1日付、1月は元日若しくは4日付）で行われるようになった。勿論業務に支障をきたさぬよう必要に応じてこれ以外の時期にも行われることがある。
番組改編に伴ういわゆる「キャスター人事」（不定期人事異動ともいう。これには管理職・一般職不問）というものもあり、これに関しては各放送局にもよるが、2月から3月にかけて異動が行われることが多い。キャスター人事については、新年度の番組開始に備えるため年度頭ではなく、基本的に新年度全国放送キャスター発表に合わせ発令・内示される。
通常、NHK職員の定年は原則として60歳となっているが、管理職として在籍していた者は57歳をもって前倒して定年を迎えることができる「役職定年」という早期退職優遇制度がある。またその定年後も、嘱託契約（名目上の嘱託定年は65歳まで。その後もシニア・スタッフ扱い、ないしは外郭団体のNHK財団（放送研修センター・ことばコミュニケーションセンター）専属職員として在籍する者も含む）の形で在籍するアナウンサーも多数存在する。

### アナウンス室の組織の変遷
報道部業務課（アナウンス業務所掌）（ - 1934.4）→報道部（アナウンス業務所掌）（1934.5）→業務局報道部告知課（アナウンス業務所掌）（1934.9.16）→業務局報道部（アナウンス業務所掌）（1937.5.26）→業務局報道部告知課（アナウンス業務所掌）（1938.5.31）→業務局業務部（アナウンス業務所掌）（1943.8.7）→国内局業務局業務部（アナウンス業務所掌）（1944.7.22）→国内局報道部放送員室（1944.9.1）→放送総部報道部放送員室（1945.12.12）→編成局演出部アナウンス課（1946.6.15）→ラジオ局アナウンス部（1953.7.1）→編成局アナウンス部（1957.6.1）→放送総局総務室（アナウンス）（1961.6.10）→放送業務局アナウンス部（1963.6.10）→放送業務局アナウンス室（1965.1.25）→放送総局アナウンス室（1968.8.1）→編成局アナウンス室（1990.6.27）→放送総局アナウンス室→メディア総局アナウンス室
東京以外の場合は令和改革以前は原則「放送部」所属であったが、改革により札幌局が「メディアセンター」、函館・旭川・帯広は各放送局（局内に部署を設けず、放送局そのものに直接所属）、それ以外は「コンテンツセンター」となる。

## 凡例
- 配列は原則として入局年次、年齢順（大阪放送局のみ男女別）によったが、各局の統括責任者（アナウンスグループ統括）を最初とした。
- EA - エグゼクティブアナウンサー（局次長級）
- SA - シニアアナウンサー（部長級）
- CA - チーフアナウンサー（課長級）
- 嘱託 - 嘱託職員
- 地域[注 2][6] - 地域職員
- 拠点地域は【北海道】【東北】【関東・甲信越】【東海・北陸】【関西】【中国】【四国】【九州・沖縄】の8エリア。最初に表示される放送局が各地域を統括する。

## 北海道

### 札幌放送局
- 熊倉悟（くまくら・さとる）部長級・専任
- 高鍬亮（たかくわ・りょう）嘱託
- 高橋秀和（たかはし・ひでかず）
- 曽根優（そね・まさる）
- 小林孝司（こばやし・たかし）CA
- 神門光太朗（かんど・こうたろう）
- 赤松俊理（あかまつ・しゅんり）CA
- 飯島徹郎（いいじま・てつろう）
- 関根太朗（せきね・たろう）
- 横山哲也（よこやま・てつや）
- 小山凌（こやま・りょう）
- 中原真吾（なかはら・しんご）
- 飯尾夏帆（いいお・かほ）
- 松本真季（まつもと・まき）

### 函館放送局
- 網秀一郎（あみ・しゅういちろう）統括
- 河島康一（かわしま・こういち）CA

### 旭川放送局
- 白崎義彦（しらさき・よしひこ）統括・SA
- 大河内惇（おおこうち・じゅん）

### 帯広放送局
- 高市佳明（たかいち・よしあき）統括
- 園田遼斗（そのだ・りょうと）
- 野原梨沙（のはら・りさ）地域

## 東北

### 仙台放送局
- 松野靖彦（まつの・やすひこ）部長級・専任
- 大沼ひろみ（おおぬま・ひろみ）嘱託
- 津田喜章（つだ・よしあき）CA・地域（転向）
- 吉岡大輔（よしおか・だいすけ）CA
- 千野秀和（ちの・ひでかず）CA
- 小野卓哉（おの・たくや）CA
- 新井隆太（あらい・りゅうた）
- 早坂隆信（はやさか・たかのぶ）
- 酒井良彦（さかい・よしひこ）
- 宮﨑慶太（みやざき・けいた）
- 大谷昌弘（おおたに・まさひろ）
- 小野文明（おの・ふみあき）
- 長谷川史佳（はせがわ・ふみよし）
- 岩﨑果歩（いわさき・かほ）

### 秋田放送局
- 佐藤誠太（さとう・せいた）統括
- 増子有人（ますこ・ゆうと）
- 中村慎吾（なかむら・しんご）
- 山中翔太（やまなか・しょうた）
- 西尾文花（にしお・ふみか）
- 芹澤麻理奈（せりざわ・まりな）

### 山形放送局
- 金城均（かねしろ・ひとし）統括
- 羽隅将一（はすみ・しょういち）CA・地域（転向）
- 伊藤亮太（いとう・りょうた）地域
- 戸﨑悠斗（とさき・ゆうと）
- 梶村姫里（かじむら・きり）

### 盛岡放送局
- 打越裕樹（うちこし・ひろき）統括
- 中村豊（なかむら・ゆたか）CA
- 山口瑛己（やまぐち・えいき）
- 小原和樹（おばら・かずき）
- 黒澤太朗（くろさわ・たろう）
- 新井ともよ（あらい・ともよ）

### 福島放送局
- 黒田信哉（くろだ・しんや）統括
- 池田達郎（いけだ・たつろう）SA
- 吾妻謙（あづま・けん）SA
- 武田健太（たけだ・けんた）
- 松廣香織（まつひろ・かおり）
- 田口詩織（たぐち・しおり）

### 青森放送局
- 杉嶋亮作（すぎしま・りょうさく）統括
- 北向敏幸（きたむき・としゆき）CA・地域（転向）
- 伊田晃都（いだ・あきと）
- 中村瑞季（なかむら・みずき）地域
- 住谷陸（すみや・りく）

## 関東・甲信越

### 首都圏局・メディア総局アナウンス室
首都圏局コンテンツセンターには契約キャスターは在籍しているが、正職員アナウンサーは「メディア総局アナウンス室」所属となる。

### 長野放送局
- 浅井僚馬（あさい・りょうま）統括
- 柴田拓（しばた・ひらく）
- 大嶋貴志（おおしま・たかし）CA
- 米澤太郎（よねざわ・たろう）
- 林田幸之介（はやしだ・ゆきのすけ）
- 稲井清香（いない・さやか）

### 新潟放送局
- 佐藤俊吉（さとう・しゅんきち）統括
- 山田貴幸（やまだ・たかゆき）CA
- 山崎智彦（やまざき・ともひこ）地域（転向）
- 森田哲意（もりた・てつおき）休職中
- 木花牧雄（きはな・まきお）
- 山下佳織（やました・かおり）

### 甲府放送局
- 髙橋康輔（たかはし・こうすけ）統括
- 古谷敏郎（ふるや・としろう）嘱託
- 谷地健吾（やち・けんご）SA
- 小田切千（おだぎり・せん）CA
- 三橋大樹（みつはし・おおき）CA
- 厚井大樹（こうい・だいき）

### 横浜放送局
- 山本志保（やまもと・しほ）統括
- 田中洋行（たなか・ひろゆき）

### 前橋放送局
- 泉浩司（いずみ・こうじ）統括・CA
- 丹沢研二（たんざわ・けんじ）

### 水戸放送局
- 平野哲史（ひらの・てつし）統括・CA
- 森花子（もり・はなこ）
- 須藤健吾（すとう・けんご）
- 小掛雄太（こがけ・ゆうた）

### 千葉放送局
- 望月豊（もちづき・ゆたか）統括
- 久保田祐佳（くぼた・ゆか）

### 宇都宮放送局
- 八尋隆蔵（やひろ・りゅうぞう）統括・CA
- 橋本奈穂子（はしもと・なおこ）

### さいたま放送局
- 内藤雄介（ないとう・ゆうすけ）統括・CA
- 大野済也（おおの・せいや）CA

## 東海・北陸

### 名古屋放送局
- 浅野正紀（あさの・まさのり）部長級・専任
- 荒井匡（あらい・ただし）SA
- 山岡裕明（やまおか・ひろあき）CA
- 吉田浩（よしだ・ひろし）CA
- 大槻隆行（おおつき・たかゆき）CA
- 原大策（はら・だいさく）
- 三輪洋雄（みわ・ひろたか）
- 山田大樹（やまだ・ひろき）
- 吉田真人（よしだ・まこと）
- 黒住駿（くろずみ・しゅん）
- 澤田拓海（さわだ・たくみ）
- 片平和宏（かたひら・かずひろ）
- 増村聡太（ますむら・そうた）
- 土田翼（つちだ・つばさ）
- 山田真夕（やまだ・まゆ）
- 鈴村奈美（すずむら・なみ）地域

### 金沢放送局
- 瀬田宙大（せた・ちゅうだい）統括
- 永井伸一（ながい・しんいち）CA
- 宮崎浩輔（みやざき・こうすけ）CA
- 浅野達朗（あさの・たつろう）
- 鈴木貴彦（すずき・たかひこ）
- 志野梨子（しの・りこ）

### 静岡放送局
- 瀧川剛史（たきがわ・たけし）統括
- 山口勝（やまぐち・まさる）SA
- 鳥海貴樹（とりうみ・たかき）EA
- 堀越将伸（ほりこし・まさのぶ）CA
- 齋藤湧希（さいとう・はやき）
- 大谷奈央（おおたに・なお）

### 福井放送局
- 笠井大輔（かさい・だいすけ）統括
- 小林陽広（こばやし・あきひろ）
- 五十嵐椋（いがらし・りょう）地域（転向）
- 平塚柚希（ひらつか・ゆずき）
- 板敷駿希（いたしき・しゅんき）

### 富山放送局
- 大木浩司（おおき・こうじ）統括・CA
- 若林則康（わかばやし・のりやす）SA
- 中條誠子（なかじょう・せいこ）CA
- 早瀬雄一（はやせ・ゆういち）
- 福元まりあ（ふくもと・まりあ）
- 半林誠（はんばやし・まこと）

### 津放送局
- 藤崎弘士（ふじさき・ひろし）統括・CA
- 橋爪秀範（はしづめ・ひでのり）CA
- 小川浩司（おがわ・こうじ）CA

### 岐阜放送局
- 中尾晃一郎（なかお・こういちろう）統括・CA
- 村竹勝司（むらたけ・しょうじ）CA・地域（転向）
- 森山春香（もりやま・はるか）

## 近畿

### 大阪放送局

#### 男性
- 金子哲也（かねこ・てつや）部長級・専任
- 瀬戸秀夫（せと・ひでお） 嘱託
- 伊藤雄彦（いとう・たけひこ）嘱託
- 伊藤慶太（いとう・けいた）CA
- 澗隨操司（かんずい・そうし）CA
- 秋鹿真人（あきしか・まさひと）CA
- 太田雅英（おおた・まさひで）CA
- 大山武人（おおやま・たけと）SA
- 高瀬耕造（たかせ・こうぞう）CA
- 小山径（こやま・けい）
- 三條雅幸（さんじょう・まさゆき）
- 西川順一（にしかわ・じゅんいち）
- 小宮山晃義（こみやま・てるよし）
- 武本大樹（たけもと・だいき）
- 法性亮太（ほっしょう・りょうた）
- 倉沢宏希（くらさわ・ひろき）
- 加藤向陽（かとう・こうよう）

#### 女性
- 兼清麻美（かねきよ・あさみ）SA
- 鹿島綾乃（かしま・あやの）SA
- 北郷三穂子（きたごう・みほこ）SA
- 田代杏子（たしろ・きょうこ）
- 一柳亜矢子（いちやなぎ・あやこ）
- 木村穂乃（きむら・ほの）
- 塩﨑実央（しおざき・みお）
- 嶋田ココ（しまだ・ここ）
- 寺井巳央（てらい・みお）地域

### 京都放送局
- 近藤泰郎（こんどう・たいろう）統括
- 岩槻里子（いわつき・さとこ）
- 菊田一樹（きくた・かずき）
- 寺内皓大（てらうち・こうだい）

### 神戸放送局
- 出山知樹（でやま・ともき）統括・EA
- 広坂安伸（ひろさか・やすのぶ）嘱託
- 坂本聡（さかもと・そう）

### 和歌山放送局
- 山田朋生（やまだ・ともき）統括
- 今城和久（いまじょう・かずひさ）CA
- 神谷一鷹（かみや・かずたか）

### 奈良放送局
- 森田洋平（もりた・ようへい）統括
- 片山智彦（かたやま・ともひこ）
- 柴田拡正（しばた・ひろまさ）

### 大津放送局
- 田中崇裕（たなか・たかひろ）統括・CA
- 別井敬之（べつい・たかゆき）
- 岡隆一（おか・りゅういち）CA

## 中国

### 広島放送局
- 池田耕一郎（いけだ・こういちろう）部長級・専任
- 小野文惠（おの・ふみえ）EA
- 土方康（ひじかた・ひろし）CA
- 北村紀一郎（きたむら・きいちろう）CA
- 山田賢治（やまだ・けんじ）CA
- 酒井博司（さかい・ひろし）CA
- 徳永圭一（とくなが・けいいち）SA
- 新井秀和（あらい・ひでかず）
- 佐竹祐人（さたけ・ゆうと）
- 鳥山圭輔（とりやま・けいすけ）
- 松井大（まつい・だい）
- 竜田理史（たつた・まさし）
- 佐藤茉那（さとう・まな）
- 市来秋果（いちき・しゅうか）地域

### 岡山放送局
- 大橋拓（おおはし・たく）統括
- 佐々生佳典（ささお・よしのり）
- 井上あさひ（いのうえ・あさひ）
- 齋藤舜介（さいとう・しゅんすけ）
- 河畑達子（かわばた・ひろこ）

### 松江放送局
- 福田光男（ふくだ・みつお）統括・CA
- 近田雄一（ちかだ・ゆういち）
- 森下桂人（もりした・けいと）
- 大村広奈（おおむら・ひろな）地域
- 中山真羽（なかやま・しんば）

### 鳥取放送局
- 杉岡英樹（すぎおか・ひでき）統括
- 村上真吾（むらかみ・しんご）CA
- 後藤康之（ごとう・やすゆき）
- 保田一成（やすだ・かずなり）
- 久保田拓人（くぼた・たくと）

### 山口放送局
- 比田美仁（ひだ・よしひと）統括
- 長野亮（ながの・りょう）CA
- 手嶌真吾（てしま・しんご）
- 堀田智之（ほった・ともゆき）
- 石井晶也（いしい・しょうや）

## 四国

### 松山放送局
- 横井健吉（よこい・けんきち）部長級・専任
- 堀井洋一（ほりい・よういち）嘱託
- 田中朋樹（たなか・ともき）
- 鈴木聡彦（すずき・あきひこ）CA
- 永井克典（ながい・かつのり）CA
- 荻山恭平（おぎやま・きょうへい）CA
- 横林良純（よこばやし・よしずみ）CA
- 星野圭介（ほしの・けいすけ）CA
- 田中寛人（たなか・ひろと）
- 渡辺健太（わたなべ・けんた）
- 都倉悠太（とくら・ゆうた）
- 条谷有香（じょうたに・ゆか）

### 高知放送局
- 永松隆太朗（ながまつ・りゅうたろう）統括
- 上岡亮（かみおか・あきら）CA
- 田中逸人（たなか・はやと）
- 小倉優太郎（おぐら・ゆうたろう）
- 熊井幹（くまい・もとき）
- 和田穂佳（わだ・ほのか）地域

### 徳島放送局
- 高橋篤史（たかはし・あつし）統括
- 安田真一郎（やすだ・しんいちろう）
- 大村和輝（おおむら・かずき）
- 藤原陸遊（ふじわら・りくゆう）
- 羽深未奈乃（はぶか・みなの）

### 高松放送局
- 深川仁志（ふかがわ・ひとし）統括
- 漆原輝（うるしばら・ひかる）
- 中村信博（なかむら・のぶひろ）
- 堀越葉月（ほりこし・はづき）
- 中林彩乃（なかばやし・あやの）

## 九州・沖縄

### 福岡放送局
- 遠藤亮（えんどう・あきら）部長級・専任
- 有田雅明（ありた・まさあき）CA
- 塚本貴之（つかもと・たかゆき）
- 井原陽介（いはら・ようすけ）CA
- 岩元良介（いわもと・りょうすけ）CA
- 柴崎行雄（しばさき・ゆきお）CA
- 松田利仁亜（まつだ・りにあ）
- 猪原智紀（いはら・とものり）
- 佐藤克樹（さとう・かつき）CA
- 戸部眞輔（とべ・しんすけ）
- 藤澤義貴（ふじさわ・よしたか）休職中
- 小林将純（こばやし・まさずみ）
- 庭木櫻子（にわき・さくらこ）
- 見浪哲史（みなみ・さとし）
- 西岡遼（にしおか・りょう）
- 道上美璃（どうじょう・みり）

### 北九州放送局
- 喜多賢治（きた・けんじ）統括・CA
- 富田典保（とみた・のりやす）CA

### 熊本放送局
- 田中秀喜（たなか・ひでき）統括・CA
- 稲塚貴一（いなつか・きいち）CA
- 石井隆広（いしい・たかひろ）
- 吉岡篤史（よしおか・あつし）
- 山本未来（やまもと・みらい）記者から転向
- 山下大海（やました・おおみ）

### 長崎放送局
- 川崎寛司（かわさき・かんじ）統括
- 大野克郎（おおの・かつろう）EA
- 守屋瞭（もりや・りょう）
- 長瀬萌々子（ながせ・ももこ）
- 山口紗希（やまぐち・さき）地域

### 鹿児島放送局
- 渡辺憲司（わたなべ・けんじ）統括・SA
- 小原茂（おばら・しげる）嘱託
- 白鳥哲也（しらとり・てつや）CA
- 島田莉生（しまだ・りお）
- 三戸部聡大（みとべ・そうだい）
- 中野花南（なかの・かな）

### 宮崎放送局
- 梶原典明（かじわら・のりあき）統括
- 岡野暁（おかの・あかつき）嘱託
- 堀井優太（ほりい・ゆうた）
- 福田裕大（ふくだ・やすひろ）
- 池田陽香（いけだ・はるか）
- 熊谷秀人（くまがい・しゅうと）

### 大分放送局
- 寺澤敏行（てらざわ・としゆき）統括・CA
- 飯塚洋介（いいづか・ようすけ）CA
- 宮崎大地（みやざき・だいち）
- 和田弥月（わだ・みつき）地域
- 菅家大吾（かんけ・だいご）

### 佐賀放送局
- 田中秀樹（たなか・ひでき）統括
- 滑川和男（なめかわ・かずお）EA
- 酒匂飛翔（さこう・あすか）
- 油原さくら（ゆはら・さくら）
- 藤井亮汰（ふじい・りょうた）

### 沖縄放送局
- 栗原望（くりはら・のぞむ）統括
- 細田史雄（ほそだ・ふみお）嘱託
- 土橋大記（つちはし・もとき）SA
- 黒田賢（くろだ・まさし）
- 義村聡志（よしむら・さとし）
- 豊田晴萌（とよだ・はるも）
- 松永惟暖（まつなが・ゆのん）

## ラジオセンター所属の制作担当者
ラジオセンターで番組制作など専門に行うアナウンサーは、NHKアナウンスルームのプロフィールページに2009年度までは掲載されていたが、2010年度に削除された（以前は「Q & A」のみが残されていたが、これについても2012年11月中に削除された）。
以下はこれに該当する人物。
なお、制作担当者でも番組を担当する場合はある（『とっておきラジオ』の案内役、臨時ニュースでの電話リポートなどがメイン）。
Dはディレクター　CPはチーフプロデューサー
- 秋野由美子 CP（あきの・ゆみこ）
- 浅野光成 CP（あさの・みつなり）
- 阿部悌 CP（あべ・やすし）
- 阿部陽子 CP（あべ・ようこ）
- 出田奈々 D（いでた・なな）
- 伊奈正高 CP（いな・まさたか）
- 江崎史恵 D（えざき・しえ） - 『ラジオ深夜便』ディレクター 制作班
- 大橋信之 CP（おおはし・のぶゆき）
- 小澤康喬 CP（おざわ・やすたか）
- 鏡和臣 CP（かがみ・かずおみ）
- 金澤利夫 D（かなざわ・としお） - 『NHKジャーナル』ディレクター 制作班
- 鹿野睦 CP（かの・むつみ）
- 鹿沼健介 CP（かぬま・けんすけ）
- 黒氏康博 CP（くろうじ・やすひろ）
- 栗田勇人 CP（くりた・はやと）『ラジオ深夜便』チーフプロデューサー、製作班
- 阪本篤志 CP（さかもと・あつし）
- 斎康敬 D（さい・やすたか）
- 斎藤政直 CP（さいとう・まさなお）
- 佐久間知樹 CP（さくま・ともき）
- 鈴木健一 CP（すずき・けんいち）
- 関口健 D（せきぐち・たけし）
- 高橋さとみ D（たかはし・さとみ）
- 伊達正隆 CP（だて・まさたか）
- 塚原泰介 D（つかはら・たいすけ）
- 辻智太郎 D（つじ・ともたろう） - 『NHKきょうのニュース』ディレクター
- 中野純一 CP（なかの・じゅんいち）
- 根岸昌史 CP（ねぎし・まさふみ）
- 広瀬靖浩 CP（ひろせ・やすひろ）『マイあさ!』スポーツチーフプロデューサー
- 比留間亮司 CP（ひるま・たかし）- 専任部長
- 本田俊介 CP（ほんだ・しゅんすけ）
- 松岡孝行 D（まつおか・たかゆき）
- 松村志高 D（まつむら・しこう） -『NHKジャーナル』リポーター
- 宮島大輔 CP（みやじま・だいすけ）
- 宮本克美 D（みやもと・かつみ）- 『NHKジャーナル』リポーター
- 三好正人 D（みよし・まさと）『マイあさ!』『らじるラボ』ディレクター
- 武藤友樹 D（むとう・ともき）
- 村上由利子 CP（むらかみ・ゆりこ）
- 望月啓太 D（もちづき・けいた）
- 山路忠生 CP（やまじ・ただお）
- 山田亜樹 D（やまだ・あき）
- 與芝由三栄 CP（よしば・ゆみえ）『マイあさ!』チーフプロデューサー
- 渡辺裕之 CP（わたなべ・ひろゆき）

## 国際放送局所属のアナウンサー
メディア総局国際放送局に所属するアナウンサーは、テレビ・ラジオの英語による海外向けニュース番組を担当するほか、国際放送向けの番組制作業務などに携わる。
- 山本美希（やまもと・みき）EA
- 芳川隆一（よしかわ・りゅういち）
- 山口寛明（やまぐち・ひろあき）

## 他部署（理事を含む）に異動した元アナウンサー
- 荒木美和（あらき・みわ）（国際放送局国際企画部）
- 伊藤源太（いとう・げんた）（名古屋放送局視聴者リレーションセンター）
- 浦田典明（うらた・のりあき）（前橋放送局副局長）
- 江藤泰彦（えとう・やすひこ）（コンテンツ戦略局企画管理センター）
- 大澤祐治（おおさわ・ゆうじ）（国際放送局ディレクター）（ラジオ深夜便明日へのことば）インタビュー担当、制作班
- 加藤謙介（かとう・けんすけ）（首都圏局コンテンツセンター）
- 鎌倉千秋（かまくら・ちあき）（中国総局付）
- 金子拓（かねこ・たく）（NHK文化センター/NHKカルチャー）
- 黒崎めぐみ（くろさき・めぐみ）（理事）
- 古賀一（こが・はじめ）（国際放送局/編成業務）
- 小寺康雄（こでら・やすお）（徳島放送局局長）
- 小西政親（こにし・まさちか）（視聴者リレーション室）
- 児林大介（こばやし・だいすけ）（岡山放送局記者）
- 西東大（さいとう・だい）（熊本放送局コンテンツセンター/編成、広報、事業業務）
- 坂本朋彦（さかもと・ともひこ）（編成局展開戦略推進部チーフプロデューサー）
- 高氏敦（たかうじ・あつし）（広島放送局視聴者リレーションセンター/広報）
- 高瀬登志彦（たかせ・としひこ）（グローバルメディアサービス/編成業務）
- 高谷智泰（たかたに・ともやす）（長野放送局副局長）
- 高山真樹（たかやま・まさき）（仙台放送局経営管理センター/編成、広報、事業業務）
- 坪倉善彦（つぼくら・よしひこ）（内部監査室監査部専任部長）
- 道傳愛子（どうでん・あいこ）（解説委員ワールドチーフプロデューサー）
- 松岡忠幸（まつおか・ただゆき）（展開センターメディアリテラシー教室）
- 松村正代（まつむら・まさよ）（展開センターメディアリテラシー教室）
- 山下清貴（やました・きよたか）（編成局編成センター）
- 中沢圭吾（なかざわ・けいご）（札幌放送局メディアセンター/編成業務）
- 中谷文彦（なかや・ふみひこ）（山形放送局局長）
- 中山庸介（なかやま・ようすけ）（プロジェクトセンターチーフプロデューサー）
- 西堀裕美（にしぼり・ひろみ）（グローバルメディアサービスディレクター）
- 平崎貴昭（ひらさき・たかあき）（地域転向、山口放送局周南支局記者）
- 福井裕一郎（ふくい・ゆういちろう）（岡山放送局局長）
- 藤井克典（ふじい・かつのり）（AI自動音声部）
- 古野晶子（ふるの・あきこ）（人事局）
- 堀伸浩（ほり・のぶひろ）（釧路放送局メディア展開グループ）
- 三上弥（みかみ・わたる）（メディア総局報道局/ニュース・報道番組編集責任者）
- 宮本愛子（みやもと・あいこ）（監査委員会事務局長）
- 山田康弘（やまだ・やすひろ）（放送技術研究所）
- 吉田一之（よしだ・かずゆき）（広島放送局視聴者リレーションセンター）

## 他の放送局に移籍したアナウンサー
※は現役アナ。

### 男性
あ行
- 上松康郎（1934年入局→TBS）
- 生田登＜生田博巳・南海太郎＞（1953年入局→読売テレビ）
- 石井哲也（1994年入局）（茨城放送）
- 岩橋健正（1940年入局→フリー→ラジオ南日本）
- 近江正俊（おうみ まさとし、1950年入局→TBS）
- 大岡優一郎（おおおか・ゆういちろう、1991年入局→テレビ東京）
- 大塚矩男（1946年入局→TBS）
- 越智正典（1951年入局→日本テレビ）

か行
- 久保田麻三留（くぼた・まさる、1982年入局→テレビ東京）
- 小坂秀二（こさか ひでじ、1947年入局→TBS）
- 駒形正明（こまがた・まさあき、1977年入局→テレビ新潟・1981年）

さ行
- 坂本荘（さかもと そう、1947年入局→TBS）
- 下山順一（しもやま じゅんいち、1949年入局→東海テレビ）

た行
- 高橋博（たかはし ひろし、1936年入局→ニッポン放送）
- 田丸一男（たまる・かずお、1984年入局→毎日放送）
- 辻村国弘（1968年入局→TBS）
- 鶴田全夫（1950年入局→TBS）
- 土井敏之（どい・としゆき、1994年入局→TBS）※

な行
- 中村要輔（なかむら ようすけ、1947年入局→TBS）
- 南波雅俊（なんば・まさとし、2012年入局→TBS）※[7]
- 西村勇気（にしむら ゆうき、2004年入局→フリー→テレビ熊本）※

は行
- 原和男（1947年後期入局→文化放送→日本テレビ）
- 平野貞一（1939年入局 →TBS）

ま行
- 升田尚宏（ますだ・なおひろ、1989年入局→TBS）
- 三浦拓実（みうら・たくみ、1997年入局→ラジオNIKKEI）※[8]

や行
- 安田一雄（1944年入局→TBS）
- 谷田部敏夫（やたべ としお、1943年入局→中部日本放送）
- 山口慎弥（1967年入局→TBS）
- 山田二郎（1959年入局→TBS）
- 吉岡伸悟（よしおか・しんご、CBCテレビ勤務を経て1998年入局→東日本放送）※
- 吉田謙司（1946年入局→TBS）
- 吉村光夫（よしむら みつお、1948年入局→1951年TBS移籍）

### 女性
い行
- 稲蔭千代子（いなかげ ちよこ、旧姓・中西、1926年入局→中部日本放送）

か行
- 来栖琴子（くるす きんこ、1944年入局→TBS）

や行
- 頼近美津子（よりちか みつこ、1978年入局→フジテレビジョン）

## フリーに転身したアナウンサー
※現在フリーとして活動中の人物に限定。

### 男性
- 青井実（あおい・みのる、2003年入局→フジテレビ局契約）
- 秋山浩志（あきやま・ひろし、1981年入局）
- 小野塚康之（おのづか・やすゆき、1980年入局）[9]
- 葛西聖司（かさい・せいじ、1974年入局）
- 河村太朗（かわむら・たろう、2002年入局） - フットメディア所属[10]。
- 草野仁（くさの・ひとし：1967年入局→TBS局契約）
- 近藤冨士雄（こんどう ふじお、1982年入局）
- 佐藤隆輔（さとう・りゅうすけ、1958年入局）
- 島村俊治（しまむら・としはる、1964年入局）
- 武田真一（たけた・しんいち、1990年入局→退職直後日本テレビ局契約）[11]
- 田代純（たしろ・じゅん、1990年入局）[12]
- 寺谷一紀（てらたに・いちき、  1987年入局）
- 寺内夏樹（てらうち・なつき、  1997年入局）
- 登坂淳一（とさか・じゅんいち、1997年入局）
- 豊原謙二郎（とよはら・けんじろう、1996年入局）
- 中倉隆道（なかくら・りゅうどう。2002年入局<東京在籍時はラジオセンター所属>）
- 中村克洋（なかむら・かつひろ、1974年入局）
- 野瀬正夫（のせ・まさお、1976年入局）
- 濱中博久（はまなか・ひろひさ、1977年入局）
- 藤井康生（ふじい・やすお、1979年入局）[13]
- 舩山陽司（ふなやま・ようじ、1996年入局→退職直後ラジオNIKKEIに移籍、2018年1月からフリーに）
- 堀潤（ほり・じゅん、2001年入局）
- 堀尾正明（ほりお・まさあき。1981年4月入局）
- 松平定知（まつだいら・さだとも、1969年入局）
- 水谷彰宏（みずたに・あきひろ、1987年入局、2022年3月8日に個人事務所水谷彰宏アナウンス企画を立ち上げた）
- 水野節彦（みずの・さだひこ、1964年入局）
- 宮川俊二（みやかわ・しゅんじ、1970年入局→退職直後オーストラリア日本語教師を経てフジテレビ局契約→フリー）
- 宮川泰夫（みやかわ・やすお、1968年入局）
- 宮本隆治（みやもと・りゅうじ、1973年入局）
- 村上信夫（むらかみ・のぶお、1977年入局）
- 森本毅郎（もりもと・たけろう、1963年入局→退職直後TBS局契約→フリー）
- 吉田隆嘉（よしだ・たかよし、1989年入局 医師）
- 吉田賢（よしだ・まさる、1983年入局）[14]
- 吉松欣史（よしまつ・よしふみ）（1991年入局）
- 若月弘一郎（わかつき・こういちろう、2002年入局） - フットメディア所属。サッカー実況を中心に活動[15]。

### 女性
- 雨宮萌果（あめみや・もえか、2011年入局）
- 宇田川清江（うだがわ・きよえ、1957年入局）
- 有働由美子（うどう・ゆみこ、1991年入局）
- 加賀美幸子（かがみ・さちこ、1963年入局）
- 上安平洌子（かみやすひら・きよこ、1971年入局） - 元NHKグローバルメディアサービス企画事業部担当部長・公害等調整委員会委員、食品安全委員会委員
- 神田愛花（かんだ・あいか、2003年入局） - セント・フォース所属。バナナマン・日村勇紀夫人。
- 草野満代（くさの・みつよ、1989年入局→退職直後TBS局契約）
- 久保純子（くぼ・じゅんこ、結婚・育児のため一時退職後、嘱託契約として2年勤務。その後フリー）
- 小正裕佳子（こまさ・ゆかこ：2009年入局） - 疫学研究者、ニュースキャスター。
- 佐藤あゆみ（さとう・あゆみ、2016年入局）
- 須磨佳津江（すま・かつえ、1972年入局）
- 住吉美紀（すみよし・みき、1996年入局） - フリーアナウンサー、ラジオ番組パーソナリティ。
- 膳場貴子（ぜんば・たかこ、1997年入局→退職後TBSテレビ局契約）
- 武内陶子（たけうち・とうこ、1991年入局） - フリーアナウンサー
- 内藤裕子（ないとう・ゆうこ、1999年入局）
- 中井亜希（なかい・あき、1993年入局）
- 中川安奈（なかがわ・あんな、2016年入局） - ホリプロ所属。
- 中村愛（なかむら・あい、2005年入局）
- 広瀬修子（ひろせ・しゅうこ、1968年入局）- 跡見学園女子大学教授、「ことばの杜」共同発起人。
- 広瀬久美子（ひろせ・くみこ、1963年入局）
- 室町澄子（むろまち・すみこ、1969年入局）- 元NHKエグゼクティブアナウンサー。
- 森田美由紀（もりた・みゆき、1987年入局）- 元NHKエクぜクティブアナウンサー。
- 山根基世（やまね・もとよ、1971年入局） - 元アナウンス室長（2005年6月 - 2007年6月）。元NHKエグゼクティブアナウンサー（理事待遇）、元東京大学客員准教授。

## 理事待遇まで昇進したアナウンサー
- 今福祝（1968年昇格）
- 青木一雄（1970年昇格）
- 宮田輝
- 北出清五郎（1979年昇格）
- 鈴木健二（1984年昇格）
- 相川浩
- 山川静夫（1988年昇格、1990年特別主幹（専務理事待遇））
- 加賀美幸子（1997年昇格）
- 松平定知（2002年昇格）
- 山根基世（2005年昇格）
- 三宅民夫（2009年昇格）

### エグゼクティブアナウンサー
チーフアナウンサー（課長級、部次長級、部長級）の後50歳前後で一部のアナがエグゼクティブアナウンサー（局次長級、局長級、理事待遇）に昇格する。主に全国で人気番組、ニュースを担当しているアナが多い。かつてはチーフアナウンサー（主幹）、チーフアナウンサー（局長級）であり、1990年頃エグゼクティブアナウンサーの名称となった。主なEA（局長級CA）の一覧。
- 小野文惠
- 真下貴
- 出山知樹
- 大野克郎
- 上野速人（2023年2月2日 - ）
- 山本美希
- 鳥海貴樹
- 滑川和男（2025年4月1日 - ）

### 過去のエグゼクティブアナウンサー
- 平光淳之助（ - 1981年）
- 梶原四郎
- 野村泰治
- 杉山邦博
- 西沢祥平
- 秋山和平（ - 1996年8月）
- 杉本泰夫
- 石橋省三
- 島村俊治
- 吉川精一
- 中村昇
- 中田薫
- 佐藤誠
- 堀尾正明
- 半谷進彦
- 加藤昌男
- 岡部晃彦
- 宮川泰夫
- 近藤冨士雄（ - 2015年）
- 幸田儔朗
- 長谷川勝彦
- 古屋和雄
- 榊寿之
- 町永俊雄
- 松本一路
- 風見雅章
- 国井雅比古
- 宮本隆治
- 梅津正樹
- 末田正雄
- 桜井洋子（2000年）
- 川端義明（2000年）
- 金野正人
- 花田和明
- 石澤典夫
- 工藤三郎（2002年）
- 山本浩
- 伊藤博英
- 山下俊文
- 柿沼郭
- 山下信（ - 2018年度）
- 福澤浩行
- 山田敦子
- 藤井康生
- 畠山智之
- 杉浦圭子
- 山本哲也（ - 2022年6月）
- 武田真一（ - 2023年2月）
- 松尾剛（2023年4月 - 2023年6月）
- 森田美由紀
- 松井治伸
- 阿部渉
- 野村正育
- 渡邊あゆみ
- 広坂安伸
- 大沼ひろみ
- 古谷敏郎（ - 2025年3月）
- 豊原謙二郎（2023年4月15日 - 2025年3月）

## その他の退職したアナウンサー
在職中に死去した人物も含む。